# Budapest Torna Club
Le Budapest Torna Club est un club hongrois de football basé à Budapest, fondé en 1885 et dissous en 1926.

## Palmarès
- Championnat de Hongrie (2)
  - Champion : 1901 et 1902
  - Vice-champion : 1903

- Coupe de Hongrie
  - Finaliste : 1910

- Challenge Cup
  - Finaliste : 1902